# Belozem, Plovdiv
Belozem (în bulgară Белозем) este un sat în comuna Rakovski, regiunea Plovdiv,  Bulgaria. 

## Demografie
Componența etnică a satului Belozem
     Bulgari (76,85%)
     Romi (2,41%)
     Nicio identificare (20,5%)
     Altele (0,47%)
La recensământul din 2011, populația satului Belozem era de 3.979 locuitori. Din punct de vedere etnic, majoritatea locuitorilor (76,85%) erau bulgari, cu o minoritate de romi (2,41%). Pentru 20,5% din locuitori nu este cunoscută apartenența etnică.